# Marie Ritleng
Marie Ritleng, née le 13 février 1869 à Strasbourg et morte le 28 octobre 1936 à Caudebec-lès-Elbeuf, est une artiste peintre française.

## Biographie

### Jeunesse et famille
Née à Strasbourg en 1869, Marie Valentine Estelle Ritleng est la fille de Bernard Ritleng, boulanger, et de Marie Augustine Gallisser, son épouse.  Son père meurt l'année suivante.
À la suite de la perte de l'Alsace-Moselle, sa famille s'installe en 1871 à Elbeuf, près de Rouen. Marie Ritleng grandit ainsi en Normandie, élevée par sa mère, professeure de piano.
Adolescente, elle intègre l'École des beaux-arts de Rouen, puis fréquente les académies d'art parisiennes privées. Elle suit notamment les cours de dessin de madame Thoret et de messieurs Cuyer et Foucault.

### Activité d'enseignement
Titulaire d'un diplôme de professeur de dessin obtenu en 1890, Marie Ritleng devient enseignante au Petit lycée d'Elbeuf. En parallèle, elle ouvre des cours privés au sein de son atelier personnel. Parmi ses élèves, on compte Raymond Dendeville, avec qui elle se lie d'amitié.

### Œuvre
Son œuvre de peintre est essentiellement composé de bouquets, de vues d'Elbeuf et de la campagne environnante. Elle a également réalisé des portraits de plusieurs artistes et écrivains elbeuviens, tels que Raymond Dendeville et Jean Gaument. 

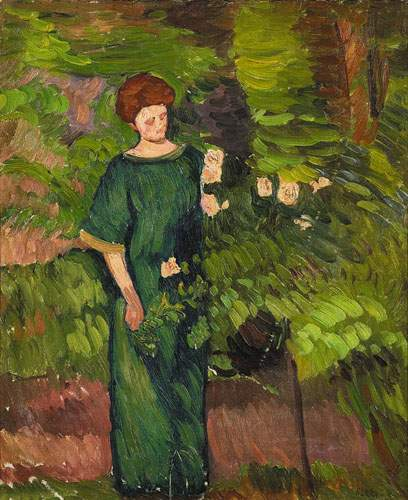
Femme au rosier, huile sur toile, localisation inconnue.
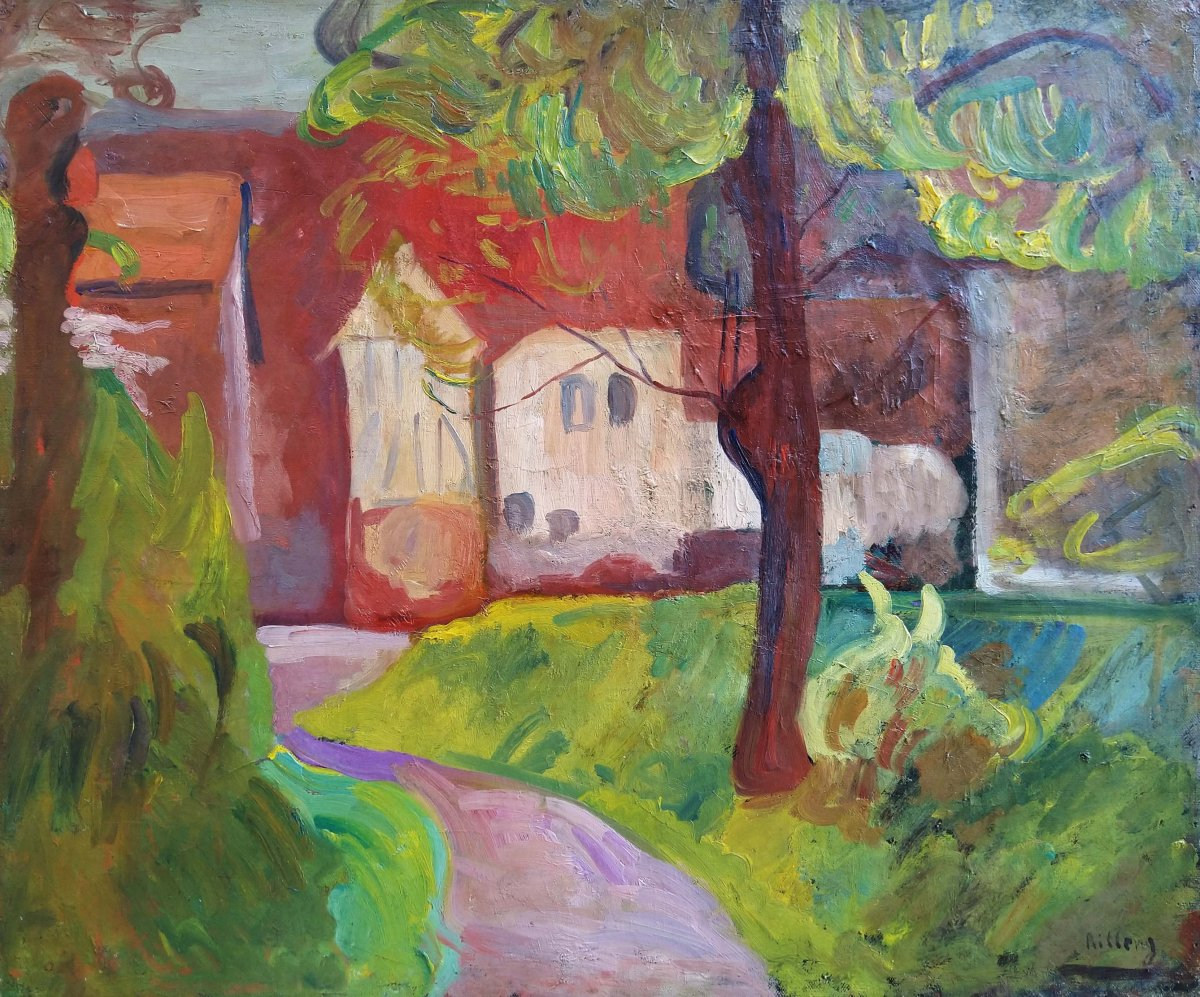
Paysage normand, huile sur toile, localisation inconnue.
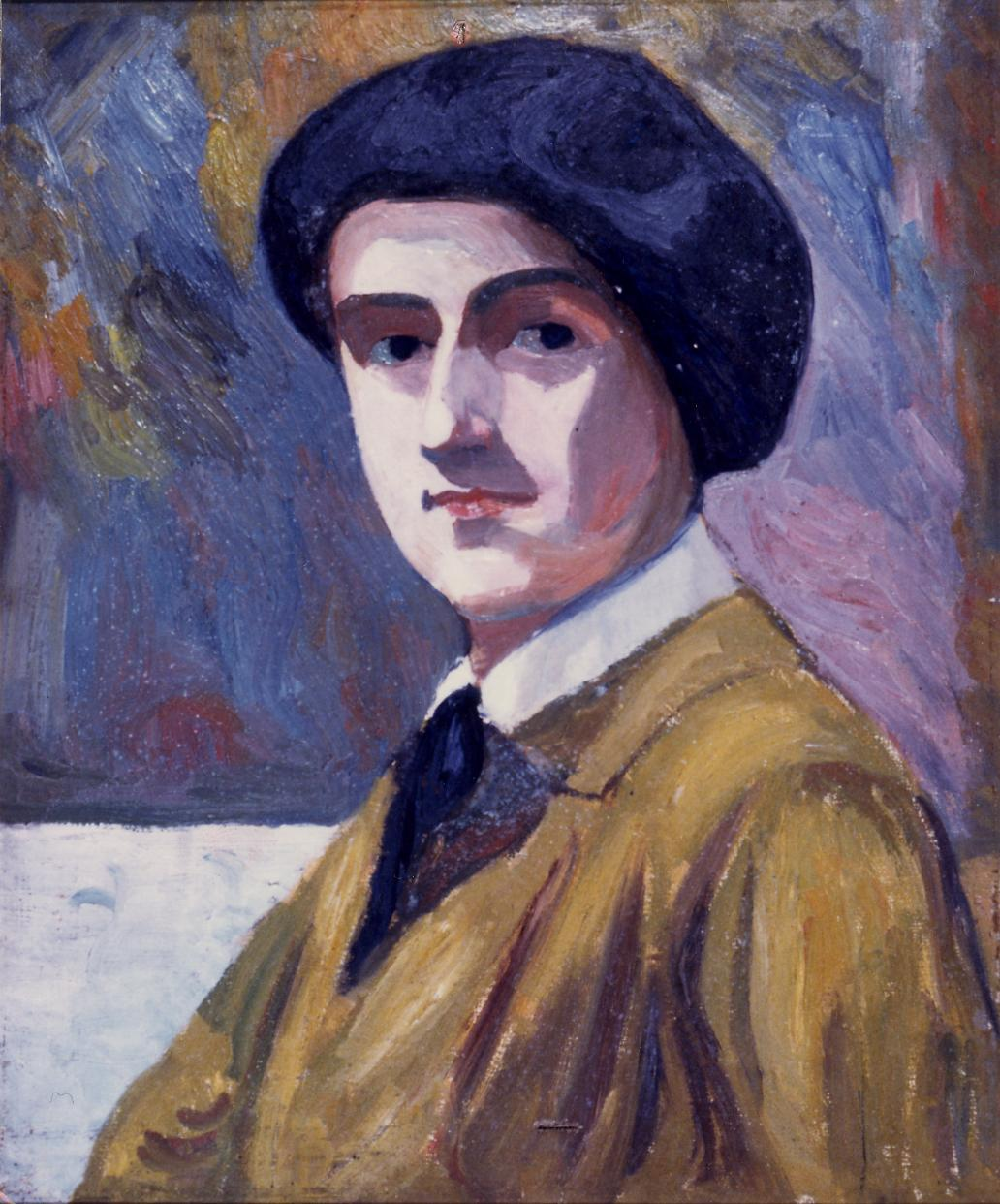
Portrait de Raymond Dendeville, première moitié du XXe siècle, huile sur toile, musée d'Elbeuf.

### Expositions publiques et réception critique
Marie Ritleng expose à plusieurs reprises au Salon des artistes rouennais. En 1909, elle présente des œuvres à l'exposition régionale du Havre.
Les œuvres de Marie Ritleng sont plusieurs fois remarquées par la critique. En 1914, le journaliste rouennais Georges Dubosc lui consacre ces lignes : « Très souvent les envois de Mlle Ritleng sont inégaux, mais ils dénotent toujours une vive originalité et sortent de la banalité coutumière. Artiste intelligente et sensible, Mlle Ritleng cherche avec sincérité en dehors des mièvreries féminines et, souvent, produit des œuvres d'une vision très neuve. »
Domiciliée 7 rue Sevaistre Aîné à Elbeuf, Marie Ritleng meurt à Caudebec-lès-Elbeuf en 1936, des suites d'une « longue maladie ».